# Молина, Мария Александровна
Мария Александровна Молина (род. 7 января 1978 года) - лингвист, индоевропеист, хеттолог, специалист по хеттскому языку.

## Образование
1995-1998 Новосибирский государственный университет (Филология)
1999-2009 Московский государственный университет им. Ломоносова (Филология), специалитет
2012-2014 Российский государственный гуманитарный университет (Индоевропеистика), магистратура
2014-2017 Институт языкознания РАН, аспирантура

## Работа
В настоящее время работает в Тель-Авивском университете (Израиль) под руководством проф. Амира Гилана (Amir Gilan) в проекте "Akkadian and Hittite Emotion in Context (AHEC)–Towards a Lexicon of Emotions in Cuneiform Texts from ancient Mesopotamia and Asia Minor", финансируемом Deutsche Forschungsgemeinschaft (DFG).
В 2016-2022 годах - научный сотрудник в Институте языкознания РАН (Москва).
В 2020-2022 годах - старший научный сотрудник ИВКИА НИУ ВШЭ (Москва).
В 2016 году - младший научный сотрудник ИСЛИ МПГУ (Москва), участник НИР 2685 “Параметризация грамматических систем”.

## Диссертационное исследование
Кандидатская диссертация на тему "Порядок слов в хеттском языке: корпусные методы и анализ в типологической перспективе" по специальности 10.02.20 защищена в диссертационном совете Института языкознания РАН (Москва) 14 марта 2019 года. Диссертация представляет собой исследование порядка слов в хеттском языке на типологическом фоне, построенное с использованием корпусного метода и направленное на выявление всех имеющихся в исследованном корпусе хеттских текстов вариантов позиционирования определенных составляющих, а именно последовательности субъект-объект-глагол; маркеров отрицания, в том числе в сочетании с глаголом, превербами и другими составляющими непосредственно предглагольной позиции; фокусов, маркируемых частицей =pat; дальнейшую классификацию выявленных порядков и определение их функций.

## Публикации в научных изданиях
1. A. Sideltsev, M. Molina. Enclitic -(m)a 'but', clause architecture and the prosody of focus in Hittite. // Indogermanische Forschungen, 2015. DOI: 10.1515/if-2015-0011
2. М. Молина. Рецензия на: L. Kulikov, N. Lavidas (eds.). Proto-Indo-European syntax and its development. Amsterdam: John Benjamins. 2015. // Вопросы языкознания, №10, 2016. DOI: 10.31857/s0373658x0001063-8
3. M. Molina. Anatolian. // Comparison and Gradation in Indo-European, ed. by Götz Keydana, Wolfgang Hock and Paul Widmer, Berlin, Boston: De Gruyter Mouton, 2021, pp. 35–48. DOI: 10.1515/9783110641325-002

## Научно-популярная деятельность
В 2006-2022 годах Мария Молина работала в следующих научно-популярных изданиях:
- новостная редакция сайта vokrugsveta.ru (ИД "Вокруг света"), должность: редактор новостной ленты (2006-2011)
- журнал "Наука в фокусе" (ИД "Вокруг света"), должность: заместитель главного редактора, выпускающий редактор (2011-2014)[12]
- портал "Научная Россия", должность: главный редактор (2014)
- газета "Троицкий вариант - Наука", должность: выпускающий редактор (2018-2022)[13]

Также в этот период Мария Молина выступала как журналист, публиковала научно-популярные статьи в вышеназванных изданиях, а также выступала в качестве приглашенного эксперта по хеттологии в изданиях "N+1" и на OTP.